# António Joaquim Garcia
António Joaquim Garcia war ein portugiesischer Marineoffizier und Kolonialverwalter.
Nachdem Francisco Teixeira da Silva sein Amt aus gesundheitlichen Gründen nicht mehr ausüben konnte, übernahm Kapitän Garcia 1869 den Posten als amtsführender Gouverneur von Portugiesisch-Timor, den er bis 1870 innehatte.
Nach Beendigung seines Dienstes auf Timor verfasste er einen ausführlichen Bericht über die Zustände in der Kolonie für seine Vorgesetzten in Macau. In diesem beklagte Garcia unter anderem die schlechte Finanzlage der Kolonie. So zahlten 1870 nur noch 23 Liurai (Kleinkönige) Steuern an die Kolonialherren. Auch empfahl er den nachweislichen Schwund im Zollhaus zu bekämpfen. Hoffnung setzte Garcia auf die Nutzung von Bodenschätzen: Kupfer in Vemasse, Schwefel in Viqueque und Gold, Salz und Kohle in Laga. Wirkliche Erfolge blieben aber aus.
1887 wurde Garcia nochmals als Interimsgouverneur (Governador internio) mit der Verwaltung Portugiesisch-Timors betraut.